# 1 Samuel 1
1 Samuel 1 es el primer capítulo del Primer Libro de Samuel en el Antiguo Testamento de la Biblia cristiana  o la primera parte de los Libros de Samuel en la Biblia hebrea. Según la tradición judía, el libro se atribuyó al profeta Samuel, con adiciones de los profetas Gad y Nathan, pero muchos eruditos modernos lo ven como una composición de varios textos independientes de diversas épocas, desde el 630-540 a. C. aproximadamente.  Los capítulos 1 a 7 de 1 Samuel describen la vida de Samuel: este capítulo se centra en su nacimiento.

## Texto
Este capítulo fue escrito originalmente en el idioma hebreo. Está dividido en 28 versículos.

## El nacimiento de Samuel (1:9-28)

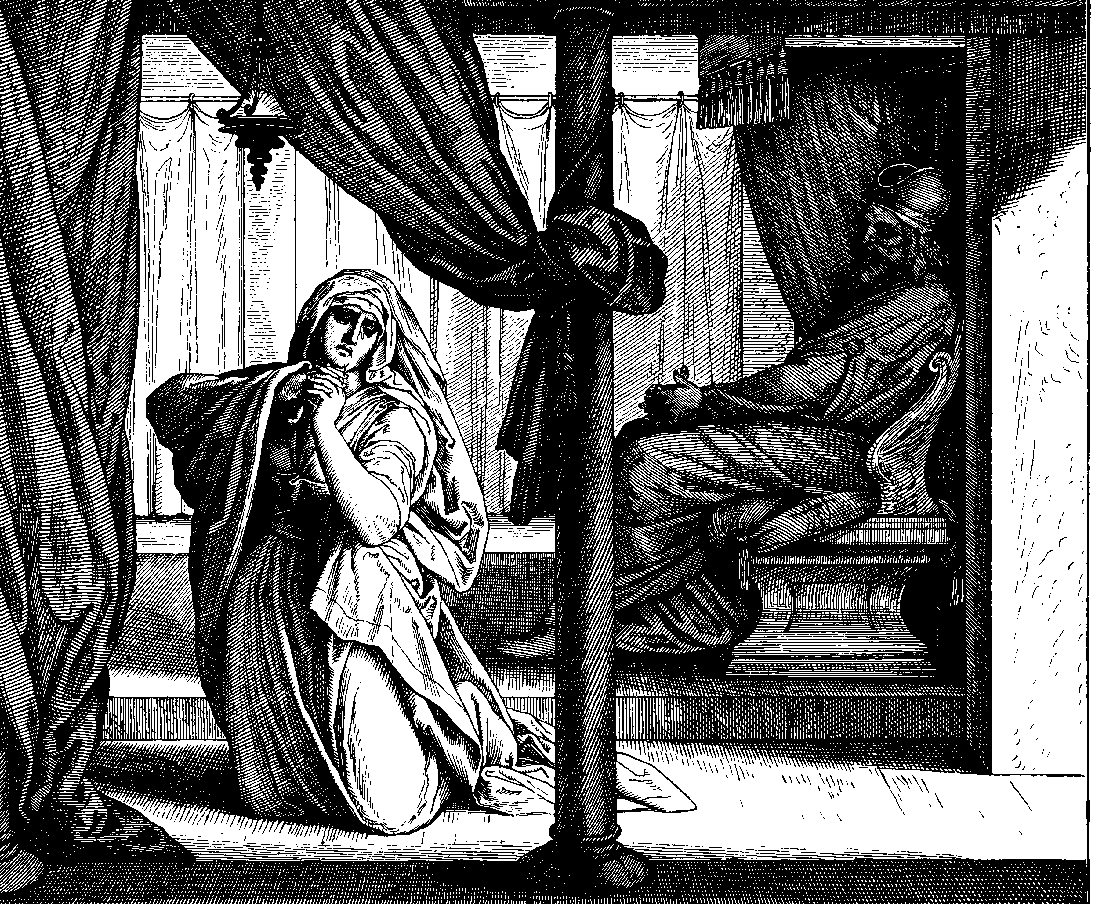
La oración de Ana, xilografía de 1860 de Julius Schnorr von Karolsfeld

### Testigos textuales
Algunos manuscritos antiguos que contienen el texto de este capítulo en hebreo son de la tradición del Texto Masorético, que incluye el Códice de Jerusalén (895), el Códice de Alepo (siglo X) y el Códice de Leningrado (1008). Entre los Rollos del Mar Muerto se encontraron fragmentos que contienen partes de este capítulo en hebreo, es decir, 6Q4 (6QpapKgs; 150-75 a. C.) con los versículos 28-31 existentes.
Entre los manuscritos antiguos existentes de una traducción al griego koiné conocida como la Septuaginta (originalmente realizada en los últimos siglos a. C.) se encuentran el Códice Vaticano (B; {\displaystyle \ ara{G}}B; siglo IV) y el Códice Alejandrino (A; {\displaystyle \ ara{G}}A; siglo V).